# 谢喜来
谢喜来（1973年10月—），安徽省来安县人，中华人民共和国政治人物。

## 生平
1973年10月，谢喜来出生在安徽省来安县，1998年从兰州大学行政管理专业毕业，在校期间的1997年7月加入中国共产党。
2010年1月起，谢喜来先后出任河南省三门峡市纪律检查委员会办公室主任、河南省三门峡市纪律检查委员会常委、正县级检查员、监察员。2015年7月，谢喜来调任中共义马市委副书记。次年6月转任中共三门峡市陕州区委副书记。2017年2月，谢喜来调到渑池县，出任中共渑池县委副书记、县人民政府县长候选人，3月兼任代县长和党组书记，4月正式兼任县长，2021年6月升任县委书记、县产业集聚区党工委书记。

### 落马
2024年4月22日，谢喜来涉嫌“严重违纪违法”接受河南省纪委监委纪律审查和监察调查。